# Colonia del Sacramento
Colonia del Sacramento è una cittadina dell'Uruguay sud-occidentale, posta sulle sponde del Río de la Plata che la separa dalla capitale argentina Buenos Aires. È la più vecchia Città dello Stato nonché capitale del dipartimento omonimo. Ha una popolazione di 26 231 abitanti (censiti nel 2011).

## Storia
Fondata nel 1680 dai portoghesi, venne in seguito reclamata dagli spagnoli che avevano fondato colonie sulla riva opposta del fiume a Buenos Aires. La colonia continuò a passare di mano tra le due corone a causa di trattati come il famoso Trattato di Madrid del 1750 ed il Trattato di Sant'Ildefonso del 1777, per poi restare sotto il controllo spagnolo. Ripassò di nuovo al Portogallo e, in seguito, al Brasile a partire dal 1816, quando l'intera Banda Oriental (Uruguay) venne assegnata al governo di Rio de Janeiro.
I Guaraní lottarono nel 1742 nel tentativo di cacciare i portoghesi. Questa città era nota con il nome di Colônia do Sacramento sotto il governo lusitano.
Al giorno d'oggi la città si è espansa ad est, ma la parte originale mantiene lo stile urbano irregolare tipico del tempo, costruito dai portoghesi, che contrasta con lo stile ortogonale importato nei nuovi quartieri dagli spagnoli.
Il centro storico di Colonia del Sacramento è stato inserito dall'UNESCO tra i Patrimoni dell'umanità nel 1995.

## Cronologia dei regnanti
La cronologia dal 1680 ad ora (con la bandiera del momento) è:
| Da   | A    | Regnante     | Motivo del termine                               |
| ---- | ---- | ------------ | ------------------------------------------------ |
| 1680 | 1680 | Portogallo   | Conquistata da José de Garro                     |
| 1680 | 1681 | Spagna       | Trattato provvisorio di Lisbona                  |
| 1681 | 1705 | Portogallo   | Conquistata nella Guerra di successione spagnola |
| 1705 | 1713 | Spagna       | Trattato di Utrecht                              |
| 1714 | 1762 | Portogallo   | Prima spedizione di Cevallos                     |
| 1762 | 1763 | Spagna       | Trattato di Parigi (1763)                        |
| 1763 | 1777 | Portogallo   | Guerra ispano-portoghese (1776-1777)             |
| 1777 | 1811 | Spagna       | Rivolta guidata da José Gervasio Artigas         |
| 1811 | 1817 | Liga Federal | Invasione portoghese                             |
| 1817 | 1821 | Portogallo   | Dichiarazione di indipendenza brasiliana         |
| 1821 | 1828 | Brasile      | Guerra argentino-brasiliana                      |
| 1828 | oggi | Uruguay      |                                                  |

## Monumenti e luoghi d'interesse
Il Barrio Histórico (quartiere storico) di Colonia del Sacramento è stato definito patrimonio dell'umanità dell'UNESCO. È una popolare attrazione turistica ed è servita da traghetti che solcano il Río de la Plata collegandola con Buenos Aires, con aliscafi che permettono il trasferimento in 50 minuti. La parte storica di Colonia, che ha strade in ciottolato costruite dai portoghesi nel XVII secolo, è raggiungibile a piedi dal molo. Le maggiori mete sono:
- Portón de Campo - Porta cittadina e ponte levatoio in legno
- Faro e rovine del convento di San Francisco, costruito intorno al 1690 e distrutto da un incendio nel 1704.[2]
- Basilica del Sanctísimo Sacramento - Costruita in pietra dai portoghesi nel 1808
- Museo portoghese - Costruito nel XVIII secolo, espone arredi portoghesi, gioielleria, uniformi e vecchie mappe portoghesi di spedizioni navali
- Casa de Nacarello - Casa portoghese del XVIII secolo
- Museo municipale - Ricostruito dagli spagnoli nel 1835 col nome di Casa del Almirante Brown, espone artefatti e documenti di differenti epoche cittadine e culture
- Casa del Viceré - La Casa del Virrey, ricostruita sopra le rovine dell'originale
- Iglesia Matriz - La più antica chiesa uruguayana, databile al 1695-99

## Infrastrutture e trasporti
Colonia del Sacramento è servita dai traghetti provenienti da Buenos Aires: "Buquebus" e "Colonia Express".
Due principali superstrade arrivano a Colonia: la Strada 1, che unisce Colonia a Montevideo che prosegue verso est, la quale è stata dedicata al brigadier general Manuel Oribe, e la Ruta 21 la quale la collega con la città di Mercedes, denominata Treinta y Tres Orientales.

## Curiosità
Il 18 ottobre 2010 è stato sottoscritto un patto d'amicizia tra Colonia del Sacramento e la città veneta di Feltre (Italia).

## Galleria d'immagini

Scorci del Barrio Histórico
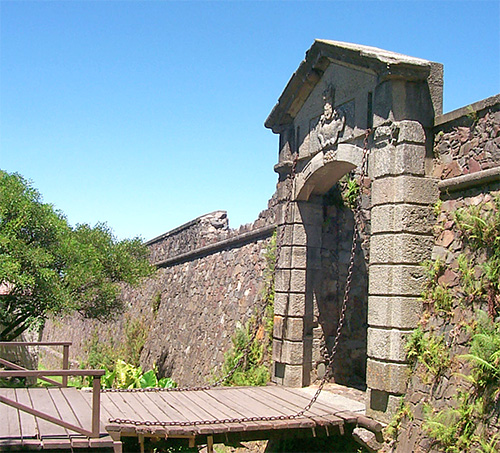
Portón de Campo, Porta della città
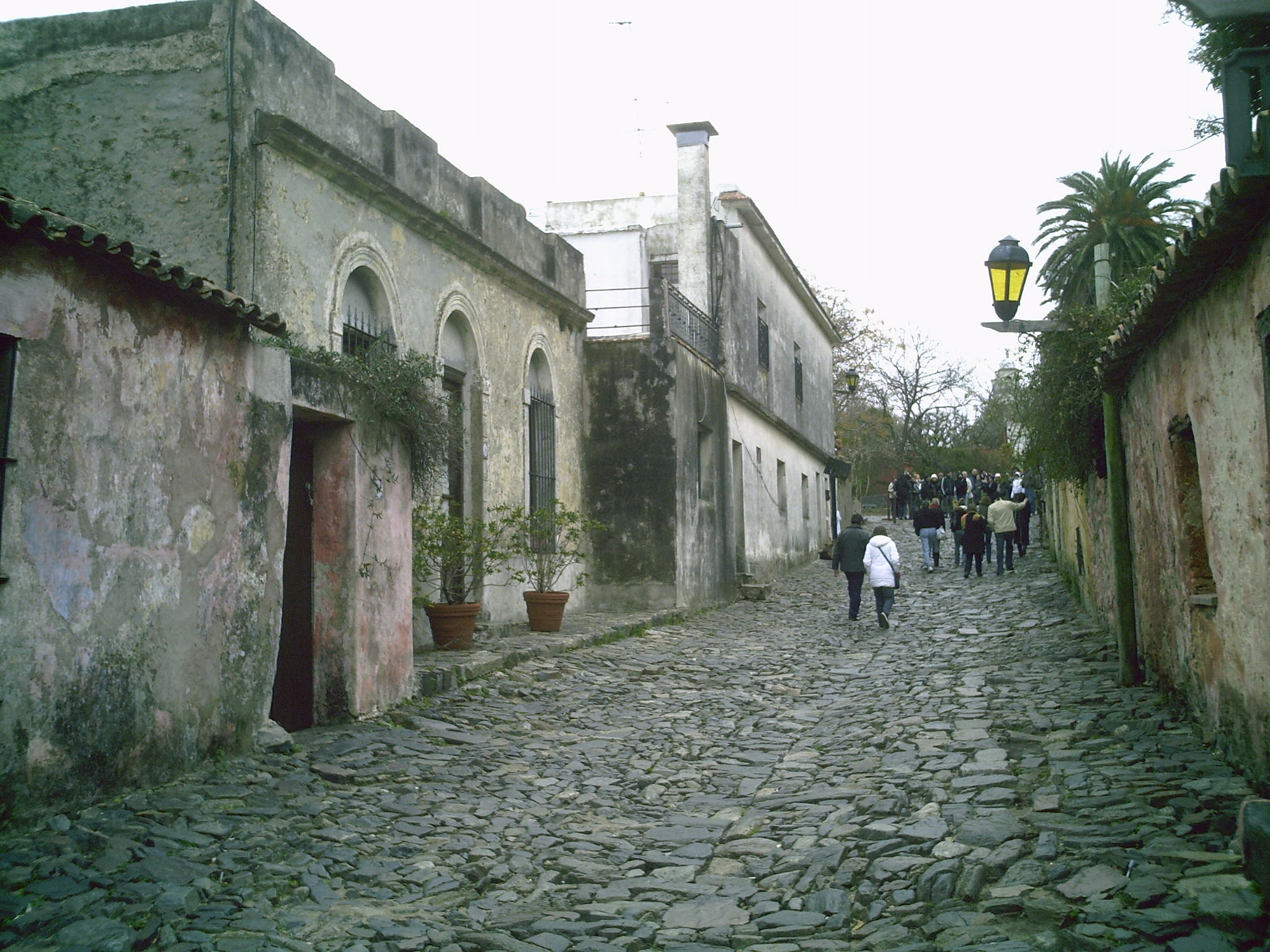
Strada tipica

## Amministrazione

### Gemellaggi
La città è gemellata con:
- Cartagena de Indias, dal 2010
- Valparaíso, dal 2012
- Guimarães
- Quilmes, dal 2014
- Pelotas, dal 2005
- Olinda, dal 2014